# Abbie Park Ferguson
Pour les articles homonymes, voir Ferguson.
Abbie Park Ferguson, née le 4 avril 1837 à Whately (Massachusetts) aux États-Unis, et morte le 25 mars 1919, à Paarl, en Afrique du Sud est la fondatrice du Huguenot College (en).

## Biographie
Diplômée du Mount Holyoke College en 1856, Ferguson enseigne à Niles (Michigan) jusqu'en 1858, puis à New Haven de 1867 à 1873.
En 1873, Abbie Park Ferguson et Anna Bliss s'installent au Cap, en Afrique du Sud et fondent, en 1898, le Huguenot College, première université pour femmes de la région. Ferguson en est la présidente jusqu'à sa retraite en 1910. Elle meurt au collège le 25 mars 1919.